# Drymophloeus hentyi
Drymophloeus hentyi là loài thực vật có hoa thuộc họ Arecaceae. Loài này được (Essig) Zona mô tả khoa học đầu tiên năm 1999.